# Швидкий розвиток (апостольський лист)
Швидкий розвиток (лат. Il rapido sviluppo) — це апостольський лист, підписаний Папою Іваном Павлом II 24 січня 2005 р., адресований здебільшого людям, які займаються комунікаціями.
Папа підписав листа 24 січня, у день святого Франциска Салезького, покровителя журналістів. На честь 40-річчя декрету Другого ватиканського собору 1963 року «Inter Mirifica» («Засіб соціальної комунікації») Папа Іван Павло ІІ пише про те, як послання в «Inter Mirifica» зміцнюється з розвитком технічних винаходів. Єзуїтський журнал «Америка» назвав документ «найавторитетнішою папською заявою в контексті церкви та комунікацій майже за 50 років», яка має на меті змусити Церкву звернути «увагу на культуру, створену засобами комунікації».
У документі зазначається, що Інтернет надає можливість для Церкви, а не лише небезпеку. Нові комунікації допомогли створити «глобальне село», і вірним потрібно скористатися його можливостями, але використовувати їх «етично та відповідально».
Належне спілкування — це моральний вчинок, а Христос — приклад комунікаційника, який використав усі наявні у нього засоби для поширення Євангелії: «Засоби масової інформації допомагають Церкві поширювати Євангеліє та релігійні цінності, сприяти діалогу та співпраці та захищати морально-етичні принципи Церкви» — як резюмував Джон Фаган.

## Причини
Папа Іван Павло ІІ завжди був захоплений засобами масової інформації та використовував їх, особливо у своїх численних подорожах по всьому світу, для покращення іміджу Церкви. Французький філософ Жак Дерріда назвав подорожі папи «гегемоністичною формою свідчення та сповіді». На думку Воррена Каппелера, Il rapido sviluppo слід розглядати як документальне підтвердження інтересу папи до засобів масової інформації та як спробу змусити Церкву замислитися над новими можливостями. Важливість засобів масової інформації для оприлюднення послань Церкви побачив також наступник Івана Павла II — Папа Бенедикт XVI.